# Chroomaffiene cel

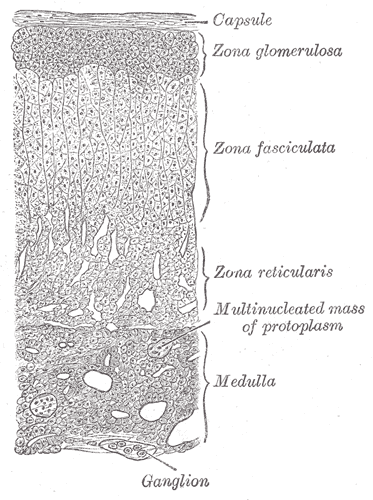
Bijnier. Medulla: Bijniermerg.

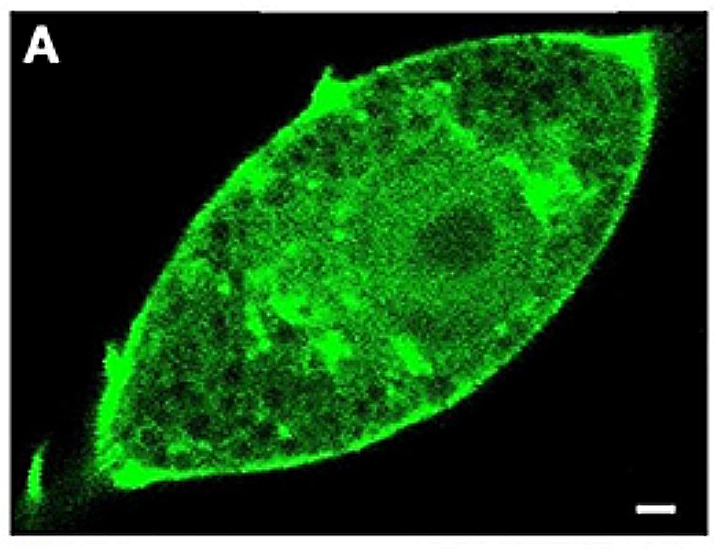
Chroomaffiene cel

a: Er zijn drie chroomaffienecellen te zien, gedefinieerd door meerdere intracytoplasmatische granula. Bovenaan deze afbeelding (+) bevat de chroomaffienecel meerdere granula met een matige elektronendichtheid, waarvan sommige een halo hebben die de inhoud van het granulamembraan scheidt. De halo is duidelijk te zien in de insert (pijlpunt).

Chroomaffiene cellen of chromaffiene cellen, ook wel feochromocyten genoemd, zijn neuro-endocriene cellen die zich voornamelijk in het bijniermerg van de bijnieren bij zoogdieren bevinden. Deze cellen worden zo genoemd omdat ze zichtbaar kunnen worden gemaakt met behulp van chroomzoutkleuring. Deze zouten oxideren en polymeriseren catecholamines, die vervolgens bruin worden weergegeven, met name in cellen die noradrenaline afscheiden.
De cellen vervullen diverse functies, zoals het reageren op stress, het bewaken van de koolstofdioxide- en zuurstofconcentraties in het lichaam, het in stand houden van de ademhaling en het reguleren van de bloeddruk. Ze bevinden zich dicht bij de presynaptische sympathische ganglia van het sympathisch zenuwstelsel, waarmee ze communiceren en qua structuur lijken ze op postsynaptische sympathische zenuwcellen. Om chroomaffiene cellen te activeren, geeft de ingewandszenuw van het sympathisch zenuwstelsel acetylcholine af, dat zich vervolgens bindt aan nicotine-acetylcholinereceptoren in het bijniermerg. Dit veroorzaakt de afgifte van catecholamines. Catecholamines worden, samen met chromogranine, neuropeptide Y en enkefaline, opgeslagen in grote vesikels met een diameter van ongeveer 120 nm. De chroomaffiene cellen geven catecholamines af: ~80% adrenaline en ~20% noradrenaline in de systemische circulatie voor systemische effecten op meerdere organen (vergelijkbaar met de secretoire zenuwcellen van de hypothalamus) en kunnen ook paracriene signalen uitzenden. Daarom worden ze neuro-endocriene cellen genoemd.

## Functie
Chroomaffiene cellen van het bijniermerg worden geïnnerveerd door de ingewandszenuw en scheiden adrenaline, noradrenaline, een deel van de dopamine, enkefaline en enkefaline-bevattende peptiden en enkele andere hormonen af in de bloedbaan. Sympathische activering van chroomaffienecellen zorgt ervoor dat hun hormonen op een Ca2+-afhankelijke manier in de bloedbaan vrijkomen. De afgescheiden adrenaline en noradrenaline spelen een belangrijke rol in de reactie van het sympathische zenuwstelsel, ook wel de vecht-of-vluchtreactie genoemd. De enkefalines en enkefaline-bevattende peptiden zijn verwant aan, maar verschillen van, endogene peptiden genaamd endorfines (die worden afgescheiden door de hypofyse); al deze peptiden binden zich aan opiaatreceptoren en produceren pijnstillende (en andere) reacties. De hormonen worden afgescheiden door chroomaffienegranula; dit is waar het enzym dopamine β-hydroxylase de omzetting van dopamine in noradrenaline katalyseert. Er bestaan verschillende N- en E-celvormen (ook Na- en A-cellen in de Britse nomenclatuur - noradrenaline en adrenaline); de eerste produceert noradrenaline, de laatste ontstaat uit N-cellen door interactie met glucocorticoïden en zet noradrenaline om in adrenaline.

## Embryonale oorsprong en structuur
Chroomaffienecellen zijn afkomstig van de neurale lijst en zijn verwant aan het sympathische zenuwstelsel en afkomstig van sympathogonia. Sympathogonia zijn embryonale cellen van het primitieve neuro-ectoderm, te onderscheiden in chromaffinoblasten en neuroblasten; hieruit ontstaan de chroomaffiene cellen resp. de sympathische zenuwcellen.
De embryonale cellen migreren naar het gebied grenzend aan de sympathische ganglia (vandaar de naam paraganglia) en naar het bijniermerg, waar ze het meest voorkomende type chroomaffienecellen worden. De grootste extra-adrenale cluster van chroomaffienecellen bij zoogdieren is het orgaan van Zuckerkandl.
Chroomaffienecellen komen ook voor in de buurt van de nervus vagus en de gemeenschappelijke halsslagader. In lagere concentraties bevinden extra-adrenale chroomaffienecellen zich ook in de  urineblaaswand, de prostaat en achter de lever.
Bij niet-zoogdieren worden chroomaffienecellen op verschillende plaatsen aangetroffen, over het algemeen niet georganiseerd als een afzonderlijk orgaan en mogelijk zonder innervatie, waarbij ze voor hun secretie alleen vertrouwen op endocriene of paracriene signalen.

## Klinische betekenis
Neoplasmata (nieuwvormingen) die uit deze cellen ontstaan, zijn feochromocytomen (ook wel chroomaffiene- of sympathische paragangliomen genoemd, in tegenstelling tot niet-chroomaffiene- of parasympathische paragangliomen van glomuscellen). Soms worden alleen neoplasmata van bijnieroorsprong feochromocytomen genoemd, terwijl andere extra-adrenale paragangliomen worden genoemd.

### Hartfalen
Na hartfalen verhoogt het lichaam de sympathische activiteit naar het bijniermerg als compensatiemechanisme om de hartslag en het hartminuutvolume te verhogen. Deze verhoogde sympathische activiteit leidt tot een chronisch verhoogde synthese en secretie van catecholamines door de chroomaffienecellen van de bijnier. Deze chronische toename van de adrenaline- en noradrenaline-secretie veroorzaakt desensibilisatie van de chroomaffienecellen voor catecholamines, wat resulteert in een afname van de productie en aanwezigheid van α2-adrenerge receptoren op hun celmembraan. Deze desensibilisatie en downregulatie van α2-adrenerge receptoren wordt veroorzaakt door de upregulatie van het enzym adrenal G protein coupled receptor kinase 2  (GRK2), dat effectief de normale negatieve terugkoppeling van het autocriene type elimineert die normaal gesproken voorkomt dat de cellen te veel catecholamines produceren en deze vervangt door een positieve terugkoppelingslus waarin verhoogde secretie nog meer secretie teweegbrengt. Deze upregulatie van GRK2 gaat ook gepaard met upregulatie en verhoogde productie van het enzym tyrosinehydroxylase, dat de snelheidsbeperkende stap van de catecholaminesynthese katalyseert.

### Tumoren
Tumoren die uit deze cellen ontstaan, worden paragangliomen of feochromocytomen genoemd. Deze termen kunnen door elkaar worden gebruikt, maar paragangliomen verwijzen meestal naar een tumor die ontstaat uit chroomaffienecellen buiten de bijnier, wat ook wel extra-adrenaal feochromocytoom wordt genoemd, terwijl feochromocytoom doorgaans verwijst naar een tumor die ontstaat uit de chroomaffienecellen in de bijnier.